# 허식당
《허식당》은 2025년 3월 24일부터 Wavve, 넷플릭스에 공개된 드라마이다.

## 기획 의도
조선시대 문제적 인물 허균이 400년 후의 현대로 넘어와 본의 아니게 식당을 하게 되며 벌어지는 좌충우돌 판타지 로맨스 코미디 드라마

## 제작진

### 제작사
- 와이낫미디어
- 하쿠호도DY뮤직&픽쳐스
- 코퍼스 재팬

### 극본
- 성소현

### 연출
- 오환민
- 김경은

## 등장 인물

### 주요 인물
- 시우민 : 허균 역
- 추소정 : 봉은실 역

### 주변 인물

#### 조선
- 이세온[1] : 이이첨 역
- 이수민[2] : 매창 역
- 오지호[3] : 자객 역
- 우현 : 노옹 역
- 최원명 : 광해군 역

#### 현대
- 이세온[4] : 이혁 역
- 이수민[5] : 정미솔 역
- 김희정 : 은실 모 역
- 오지호[6] : 강 형사 역

### 기타 인물
- 이정진 : 비서실장 역

## 참고 사항
- 시우민이 영화 〈봉이 김선달〉 이후 출연하는 두 번째 사극이자, 첫 번째 사극 드라마이다.
- 시우민과 이세온은 〈사장돌마트〉에 이어 두번째로 같은 작품에 출연하게 되었다.
- 시우민과 이세온,최원명이 함께 출연했던 사장돌마트에서 시우민과 이세온,최원명이 소속했던 썬더보이즈가 언급된다. (2화)
- 강변칠우들이 역모에 휘말린 사건인 계축옥사 당시 허균은 만으로 44세, 이이첨은 53세로, 엄밀히 말해 시우민과 이세온이 배역을 맡을 만한 연배는 아니다. 이는 이 드라마가 실제 역사적 기록을 토대로 실제 역사적 인물 그 자체를 재현하는 데에 의의를 둔 작품이라기 보다는 역사적 인물에서 모티브를 얻은 '캐릭터로서의 허균'을 다루는 데에 더 중점을 둔 드라마이기 때문이다.